# 桑山一尹
桑山 一尹（くわやま かずただ）は、江戸時代前期の大名。大和国新庄藩4代藩主。官位は従五位下・美作守。大和新庄藩桑山家5代。

## 生涯
正保2年（1645年）、3代藩主・桑山一玄の長男として誕生。正室は松平忠弘娘。
延宝5年（1677年）8月23日、父の隠居により家督を継ぐ。このとき、弟の一慶に1200石、一英に800石を分与したため、新庄藩は1万1000石となった。
天和2年（1682年）5月、寛永寺において4代将軍・徳川家綱の法会のとき、院使饗応役を命ぜられていたが、勅使に対して不敬があったとして、5月26日に改易された。他説では、陸奥国八戸藩主・南部直政と対立していたことが要因だったとも言われている（直政は非常に学識が高いことから家綱の覚えがめでたく、一尹の死後ごく短期間ではあるが、外様大名としては異例の側用人に取り立てられる）。その後は身柄を弟の一慶や一英に預けられ、終身扶助として米300俵を与えられた。
天和3年（1683年）閏5月11日、父に先立って死去した。享年39。